# Men Going Their Own Way

Il logo dei MGTOW come mostrato nell'episodio "Men at War" della serie della BBC Reggie Yates' Extreme UK

I MGTOW (pron. inglese: /ˈmɪɡtaʊ/; sigla dell'acronimo inglese Men Going Their Own Way, lett. "Uomini che vanno per la propria strada", movimento separatista, antifemminista e misogino, estremismo RedPill) sono i componenti di comunità online perlopiù sotto pseudonimo sostenuti da siti web e presenza sui social media che avvertono gli uomini sui rischi delle relazioni romantiche con le donne, specialmente il matrimonio.
La comunità fa parte di quella che nel gergo di internet è comunemente chiamata "manosfera".

## Ideologia
Al centro dell'ideologia MGTOW vi è un forte antifemminismo, misoginia e la nozione di separatismo maschile e le credenza che la società sia stata corrotta dal femminismo. I gruppi MGTOW credono che il femminismo, la rivoluzione sessuale e i diritti della donna abbiano contribuito a rendere le donne pericolose per gli uomini e che la sopravvivenza del genere maschile richieda necessariamente la dissociazione totale dalle donne sotto qualunque punto di vista. I MGTOW alla pari di altri gruppi della manosfera si sovrappongono spesso con posizioni reazionarie, alt-right e con altre forme autoritarie e populiste. Sia i MGTOW che l'alt-right ritengono che il femminismo abbia distrutto la società occidentale. 
I MGTOW usano il termine ginocentrico per descrivere condizioni che secondo loro favorirebbero maggiormente le donne a discapito degli uomini e cercano di opporsi ad esse.
I MGTOW ritengono sussista un sistema ginocentrico che favorisca esclusivamente le donne con un pregiudizio contro gli uomini che comporta la presenza di doppio standard nei ruoli di genere e pregiudizi a sfavore degli uomini che si evidenzierebbero nel dating e nel matrimonio: donne attraenti e giovani sarebbero promiscue e praticherebbe quella che nel gruppo viene chiamata "ipergamia", ovvero avere relazioni e rapporti sessuali con numerosi partner per abbandonarli quando "un uomo di valore più alto" mostrerebbe interesse nei loro confronti. Ritengono che le donne graviterebbero attorno a "uomini alpha" fisicamente attraenti ma con tendenze a ignorarle o a maltrattarle, rinforzando in questo modo quello che ritengono essere l'ideologia femminista. Secondo gli MGTOW col passare del tempo le donne intratterranno relazioni durature solo con i "beta males" che pur non necessariamente attraenti provvederanno per loro economicamente, ma a cui verrà centellinato o negato il sesso, e intrattenendo più frequentemente relazioni sessuali extraconiugali con uomini più attraenti; queste relazioni condurranno con alta probabilità al divorzio in cui le donne sarebbero maggiormente privilegiate nelle sedi di tribunale per quello che nella comunità viene definito "privilegio femminile".
I MGTOW usano il termine gergale “redpillato" per descrivere gli uomini all'interno del loro movimento o che condividono le loro opinioni e il termine gergale "blupillato" per descrivere coloro che ne sono al di fuori con riferimento alla scelta della pillola rossa nel film Matrix, con la quale il protagonista scopre la verità sulla condizione umana.
Gli uomini quindi dentro la comunità MGTOW si definiscono "risvegliati" riguardo al femminismo e avrebbero realizzato che la società sarebbe fondamentalmente "misandrica" e dominata dal privilegio femminile in ogni ambito.
Gli uomini MGTOW definiscono la loro adesione al movimento in una suddivisione consequenziale di quattro livelli. Al primo livello, gli uomini che credono di essere usati e manipolati dalle donne ma che ancora credono nei valori relazionali e/o nel matrimonio venendo spesso descritti come "violapillati" (purplepilled). Al secondo livello ci sono gli uomini che rifiutano le relazioni durature, la convivenza e il matrimonio ma che ancora partecipano in relazioni brevi e rapporti sessuali occasionali o con prostitute. Al terzo livello gli uomini che praticano volontariamente il celibato rifiutando anche le relazioni di breve durata e che limitano quanto più possibile le interazioni con le donne, questo stadio è spesso definito come "going monk". Al livello finale ci sono gli uomini che riducono al minimo il loro coinvolgimento con lo stato e la società, incluso l'ambito lavorativo, annullando qualunque interazione con le donne, questo livello viene definito anche "going ghost". Alcuni MGTOW optano per preservare la loro verginità.
Uno studio del 2020 ha dimostrato che nonostante i MGTOW affermino di rifiutare e ignorare completamente le donne, il 59% dei post nei forum MGTOW le menzionasse, e che la maggioranza di questi post (il 61%) le menzionasse in termini misogini. Questa tendenza è stata interpretata come un riflesso per i MGTOW di dover "performare al meglio" il proprio rifiuto per le donne di fronte agli altri membri del gruppo per spirito di comunità e senso di appartenenza.
Il Southern Poverty Law Center categorizza il MGTOW come parte dell'ideologia suprematista maschile, una categoria che hanno iniziato a monitorare nel loro progetto di monitoraggio dei gruppi d'odio, Hate Map, dal 2018.

### Definizione mediatica del fenomeno
Secondo Martin Daubney giornalista reporter e membro del Brexit Party, i componenti della comunità MGTOW ritengono che gli aspetti legali e romantici delle relazioni a lungo termine con le donne fallirebbero di fronte a un'analisi costi-benefici e un'analisi rischi-benefici. Jeremy Nicholson, scrivendo per Psychology Today, definisce i MGTOW come «ragazzi che si sono stancati e delusi a tal punto nelle relazioni che non vedono più ulteriori incentivi per cercare una relazione stabile [...], ma piuttosto cercano di essere felici». Kay Hymowitz ha osservato che alcuni MGTOW esprimono scontento in quanto vedono le donne come "ipergamiche" e manipolative. Dylan Love, reporter della rivista Business Insider ha scritto che un MGTOW completamente realizzato «è colui che rifiuta ogni tipo di relazione con le donne, sia essa di breve termine, di lungo termine, romantica e non. Se necessario, rifiuta di relazionarsi con la società nella sua interezza».

## Relazioni con altri gruppi
Pur rientrando nella "manosfera", i MGTOW differiscono ideologicamente su alcuni punti ideologici dagli altri gruppi della macrocomunità. i MGTOW preferiscono concentrarsi sul concetto di padronanza della propria vita anziché modificare lo status quo e in questo differiscono dagli attivisti per i diritti degli uomini (MRA, anche detti "mascolinisti") con cui talvolta vengono erroneamente accomunati. Politicamente, i MGTOW sono stati associati a diverse correnti di estrema destra tra cui l'alt-right, benché non si riconoscano in alcuna posizione politica specifica e siano un gruppo eterogeneo.
I MGTOW vedono chi si definisce femminista, i "social justice warriors", i "white knights" (ovvero chiunque abbia un atteggiamento rispettoso nei confronti delle donne e i cosiddetti "bravi ragazzi" (o nice guys, ovvero coloro che adottano comportamenti gentili o protettivi sperando di ingraziarsi le donne venendo ricambiati con una relazione o sesso) come ostacoli all'affermazione di libera determinazione della vita maschile. I MGTOW inoltre, hanno un disprezzo, corrisposto, per le community di seduzione rivolte al pubblico maschile, in quanto, se le community di seduzione puntano a insegnare tecniche di manipolazione psicologica per ottenere sesso e/o una relazione, i MGTOW rifiutano a priori qualunque tipo di relazione eterosessuale e rapporto relazionale con le donne.
Il movimento MGTOW è stato infatti criticato dai pick-up artist (PUA gli appartenenti alle community di seduzione) per essere dogmatico e pregiudizioso, contrastante alla "natura umana" e corrispettivo maschile del femminismo separatista. Allo stesso tempo la comunità MGTOW critica i PUA e i loro seguaci di essere dipendenti dalle approvazioni femminili e per il valore centrale che essi pongono nell'ottenere successo sessuale con le donne contribuendo così al loro supposto privilegio all'interno della società.